# لي جون-هو (مغني)
لي جون-هو (بالكورية: 이준호)‏ هو مغني وممثل كوري جنوبي، عضو في فرقة تو بي إم.ولد في 25 يناير 1990.

## الأعمال

### مسلسلات
| السنة     | العنوان        | الدور                 | ملاحظة                |
| --------- | -------------- | --------------------- | --------------------- |
| 2016      | ذاكرة          | جونغ جين              |                       |
| 2016      | عاشق بلا قيود  | نفسه                  | دور الكاميو (حلقة 4)  |
| 2017      | الرئيس كيم     | سيو يول               |                       |
| 2017–2018 | ممطر او مشمس   | لي كانغ دوو           |                       |
| 2018      | مقلاة الحب     | سيو بونغ              |                       |
| 2019      | اعتراف         | تشوي دو هيون          |                       |
| 2021      | الكم الأحمر    | يي سان / الملك جونغجو | [ 3 ]                 |
| 2023      | ملك الأرض      | غوو وون               | [ 4 ]                 |
| 2023      | أعز ما لدي     | رجل في حلم غيل تشاي   | دور الكاميو (حلقة 1)  |
| 2023      | النجمة الشهيرة | طاقم التنظيف          | دور الكاميو (حلقة 12) |

## روابط خارجية
- لي جون هو على موقع IMDb (الإنجليزية)
- لي جون هو على موقع ميوزك برينز (الإنجليزية)
- لي جون هو على موقع ديسكوغز (الإنجليزية)
- لي جون هو على موقع قاعدة بيانات الفيلم (الإنجليزية)